# Юнивърсити Геймс Корпорейшън
Юнивърсити Геймс Корпорейшън (на английски: University Games Corporation) е американска компания за игри и пъзели, базирана в Сан Франциско, Калифорния. 

## История
Основана на 1 април 1985 г. в Сан Франциско, Калифорния, компанията е разработила и е произвела над 200 игри и пъзела в последните 30 години.
Юнивърсити Геймс е създадена от Боб Муг и Крис Лиймън. Боб и Крис винаги са обичали да играят игри и да решават пъзели с техните семейства и са израснали със съзнанието, че образованието и развлеченията вървят ръка за ръка. След като израстват, те откриват пролука и възможност за развитие в сферата на социалния живот и образователните игри както сред подрастващите, така и сред възрастните. Така те основават Юнивърсити Геймс Корпорейшън.
Философията на компанията винаги е била да предлага игри, които насърчават социалните контакти и въображението. Първият продукт на компанията е Murder Mystery Party®, който реализира печалба от 385 000 щатски долара през 1985 г. През 1987 г. Боб е съучастник в изобретяването на играта 20 Questions®, която както поредицата Murder Mystery Party®, е един от ключовите продукти на Юнивърсити Геймс, затвърдил позицията на компанията на пазара. Играта 20 Questions® вече се предлага на 8 езика в 14 страни. Тази игра се състои от мистерии, вариращи от история и география, до развлечения и спорт.
През 1991 г. Юнивърсити Геймс създава Where in The World is Carmen Sandiego?® – игра на дъска, базирана на едноименното популярно детско телевизионно шоу.
Продуктите на Юнивърсити Геймс са проектирани така, че играчите не усещат колко много научават и се образоват докато играят. Специален екип е посветен изцяло за създаване именно на такива продукти, което е превърнало компанията във водеща в сферата на този тип продукти. С игри като Kids on Stage™, Totally Gross®, Brain Quest® и Eric Carle Learning System®, които са еднакво интересни както за подрастващи, така и за възрастни, не е учудващо, че всички имат високи очаквания от Юнивърсити Геймс.
До края на 1990-те години, Юнивърсити Геймс се утвърждава успешно на много пазари извън САЩ. Вече в над 28 страни, компанията е една от водещите в международната индустрия за игри и пъзели. Това е постигнато чрез подобряване на разпространението, чрез по-добър маркетинг, опитен персонал и правилни стратегически изкупувания на други компании, като например Great Explorations™, Raintree Puzzles and Games™, Topline Toys®, Colorforms® Архив на оригинала от 2015-09-08 в Wayback Machine., BePuzzled® и JP Kids®. Днес Юнивърсити Геймс предлага повече продукти в повече пазари по света отколкото всяка друга компания в тази сфера. Компанията има пет дивизии: University Games (игри на дъска), Great Explorations™ (наука и обучение/новости/фосфорно-светещи в тъмното продукти), BePuzzled® (пъзели), Colorforms® Архив на оригинала от 2015-09-08 в Wayback Machine. (стикери от винил/игри на дъска/пъзели за редене на пода) и Spinner Books™ (книги, които водят до четене, вследствие на участие в игра).
Юнивърсити Геймс постоянно се стреми да запази своите продукти актуални чрез непрекъснато разработване на нови идеи, но също така и чрез закупуване на права за производство по лиценз на други производители. Някои от популярните продукти от този тип са Five Little Monkeys™, The World of Eric Carle™, Dora the Explorer™, Wonder Pets!™, Worst Case Scenario®, Fancy Nancy™ и Super WHY!™.
През 1995, 1996 и през 1999 г. Юнивърсити Геймс е сред първите 150 най-бързо разрастващите се компании в списъка на San Francisco Business Times, а през 1996 г. е обявена за една от най-бързо разрастващите се частни компании в Америка от Inc. Magazine. От създаването си, Юнивърсити Геймс е печелила множество награди за най-добри игри и пъзели от списания като Parent's Choice Архив на оригинала от 2016-01-15 в Wayback Machine., Family Fun Magazine, Child Magazine, Parenting Magazine, Dr. Toy Архив на оригинала от 2016-01-19 в Wayback Machine. и много други.
Друга интересна дейност на Юнивърсити Геймс е сътрудничеството със самостоятелното училище The San Francisco School Collection. Това е проект за книги-игри, измислени и създадени от учениците и техните учители.
FlipFaze™ е уникален материал, изобретен от физик, завършил Станфордския университет. Този материал може да бъде програмиран така, че да си променя цвета, гъвкавостта и формата. Дълго време Юнивърсити Геймс инвестира повече от 1 милион долара всяка година за усъвършенстване на този материал до такава степен, че да може да се изобрети и пусне на пазара революционния продукт Toy Creator™ – първият продукт, който позволи на децата да създават свои собствени играчки. През 2005 г. Toy Creator™ е удостоен с наградата на списание Dr. Toy Архив на оригинала от 2016-01-19 в Wayback Machine. за 10-те най-добри играчки, както и наградата Preferred Choice Award на списание Creative Child Magazine. През 2006 г. е създаден нов продукт – FlipFaze™ ColorTwists®, а през 2008 г. е добавен още един нов продукт, базиран на FlipFaze™ – Splatter Mat.
През 2009 г. Юнивърсити Геймс закупва правата за производство и разпространение на Sababa Toys и има честта да предложи невероятната колекция Front Porch Classics®.
През 2014 година Юнивърсити Геймс се сдобива с права от Disney за използването на техни амационни герои в поредица 3D кристални пъзели, които се продават успешно в най-голямата верига от магазини в света – Walmart (11 600 магазина).